# 2K25 Krasnopol
La 2K25 Krasnopol (en ruso: 2K25 Краснополь) es una bomba inteligente rusa disparada por los obuses de 152 mm o 155 mm, con sistema de guiado semiautomático láser, estabilizada por alerones, y con ojiva explosiva. Se ha implementado para acertar a objetivos que cuenten con extrema dureza en su blindaje o a objetivos tácticos de alto valor para su usuario emplazados a campo abierto, tales como los tanques enemigos, obuses autopropulsados, obuses remolcados u otro tipo de blancos enemigos.

## Desarrollo
La Krasnopol fue diseñada pensando en su uso en el impacto a pequeños blancos en el campo de batalla al ser disparada desde un obús tanto de 152 mm, tales como los D20, 2S3 Akatsiya, 2S19 (Msta-S), 2A65 (Msta-B), o desde uno de 155 mm, como los M109 A2/A6 (EE. UU.), G5, G6 (República de Sudáfrica), FH77B (Suecia), TRF1 (Francia). Los blancos son marcados previamente con un marcador láser. El alcance efectivo de dicho marcador se sitúa en unos 5 km, mientras que la bomba tiene un alcance de 20 km.

## Características
A diferencia de los proyectiles estándar de los sistemas actuales de artillería que concentran su fuego en grandes áreas para impactar un objetivo de tamaño reducido, la Krasnopol asegura la destrucción de blancos individuales desde posiciones cubiertas con un solo disparo y sin necesidad de reajustes de última hora sobre blancos previos. La Krasnopol es capaz de abatir blancos en movimiento a velocidades de hasta 36 km/h.
La Krasnopol tiene una ojiva de alto poder explosivo de 20,5 kg, de tipo fragmentario. La bomba completa pesa 50 kg.

## Usuarios
- Rusia - En pruebas, actualmente.[1][4]
- China - 1000 unidades vendidas inicialmente entre los años 1999-2000, de los modelos Krasnopol y Krasnopol-M. Producido localmente bajo licencia por Norinco.[5]
- India - Más de 3000 unidades de ambas variantes entregadas entre los años 1998-2000, se estima que el valor negociado llegó a los US$425 millones.[6]
- Francia
- Venezuela - Recibió munición para el sistema de artillería MSTA  2S19-S en cantidades no especificadas en el año 2006.[7]